# Anna Amalia di Prussia
Anna Amalia di Hohenzollern (Berlino, 9 novembre 1723 – Berlino, 30 marzo 1787) è stata una principessa, compositrice e badessa prussiana.

## Biografia
Anna Amalia era la sorella minore di Federico II di Prussia in quanto figlia di Federico Guglielmo I di Prussia e di Sofia Dorotea di Hannover.
Nata a Berlino, ella era nata con una particolare predisposizione alla musica ed agli strumenti musicali, imparando presto a suonare il clavicembalo, il flauto ed il violino, ricevendo le prime lezioni proprio dal fratello dal quale aveva 11 anni di differenza.

### Trattative di matrimonio
In un primo momento suo padre pensò di sposarla al principe ereditario di Svezia, ritenendola molto più adeguata di sua sorella Luisa Ulrica, definita da Federico II stesso di temperamento arrogante e intrigante, il che avrebbe solo portato scompiglio su un trono così delicato per le relazioni della Prussia con altri paesi, mentre la giovane Anna Amalia sarebbe stata un duttile strumento per la politica prussiana in Svezia. Malgrado questo e forse intuendo il gioco di potere, la corona svedese optò per Luisa Ulrica e Anna Amalia rimase sola e abbandonata a un passo dal matrimonio.

### Il matrimonio segreto

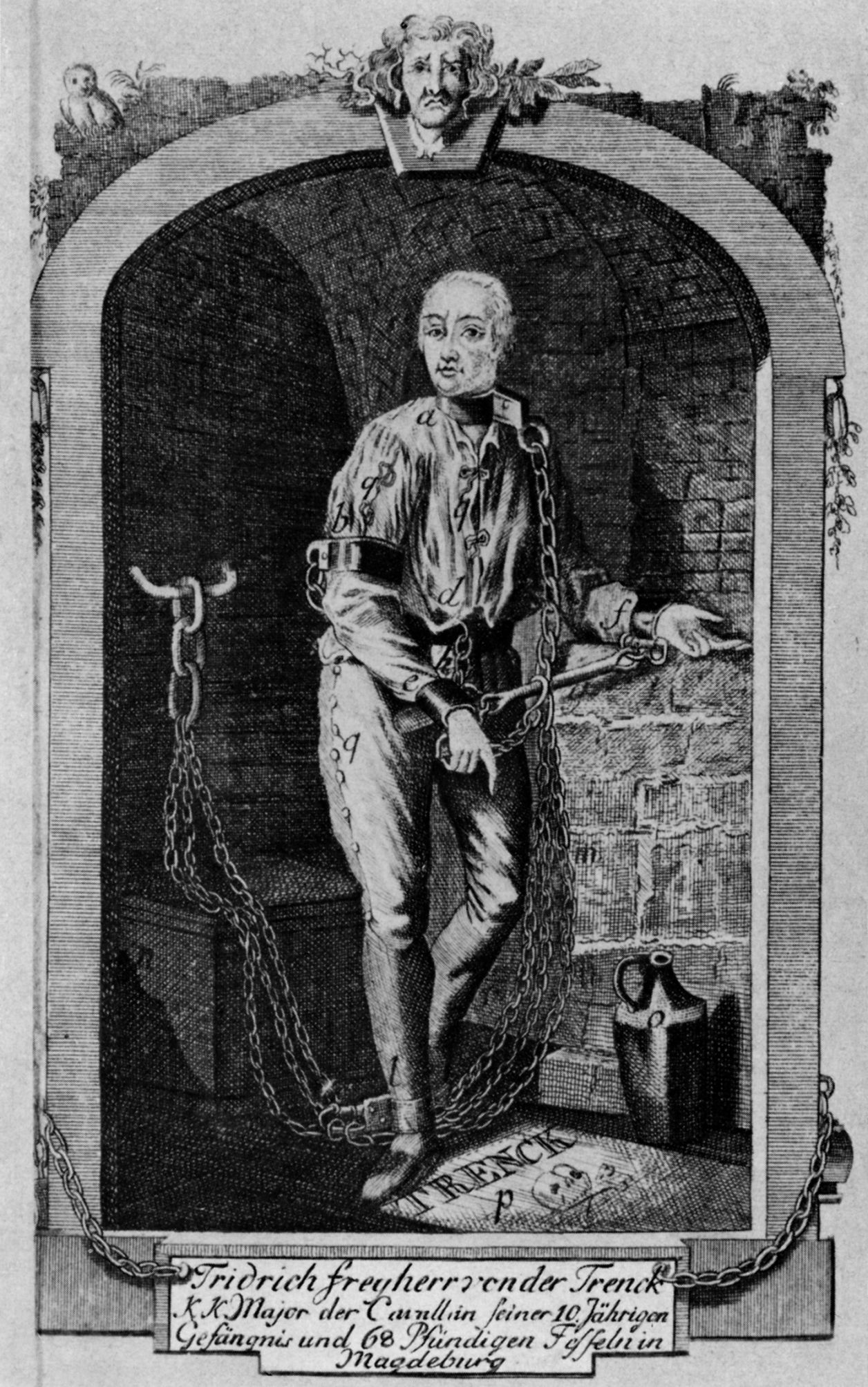
Il barone Friedrich von der Trenck in catene

Nel 1743, Anna sposò segretamente il barone Friedrich von der Trenck, un uomo le cui avventure ispirarono nelle opere Victor Hugo e Voltaire. Il matrimonio venne ovviamente tenuto segreto perché per questioni dinastiche ella sarebbe dovuta andare in sposa a un principe di casa regnante di alto lignaggio. Quando suo fratello Federico II, che era salito al potere nel 1740, scoprì l'inganno e il fatto che la sorella era incinta, la rinchiuse immediatamente nell'Abbazia di Quedlinburg, un luogo di riguardo ove molte donne aristocratiche venivano inviate in caso di nascite scomode fuori dal matrimonio. Il matrimonio di Anna Amalia venne annullato su richiesta di Federico II e il barone von der Trenck venne imprigionato per 10 anni, anche se continuò a tenere una fitta corrispondenza con l'amata, sino alla morte.

### Badessa di Quedlinburg e artista
Data la sua posizione, Anna divenne Badessa di Quedlinburg nel 1755, divenendo così una donna ricca e in vista. Tale carica era però puramente formale e le consentiva praticamente solo una ricca rendita di cui disporre. Fu per questo che la giovane principessa scelse di vivere in prevalenza a Berlino, dove poté coltivare la propria passione per la musica, divenendo patrona di molti compositori dell'epoca.

Nel 1758, Anna iniziò uno studio sistematico della teoria musicale e della composizione, ingaggiando a proprio tutore Johann Philipp Kirnberger, che era stato studente di Johann Sebastian Bach. Ella compose musica da camera come sonate per flauto e scrisse la musica per la cantata della Passione di Ramler (La Morte di Gesù); quest'ultimo era inoltre uno dei pezzi da lei più apprezzati. 
Solo una parte delle sue composizioni sono però giunte sino a noi in quanto molte di queste sono state distrutte da lei stessa, timorosa ed autocritica sulle proprie produzioni.
Ella si distinse anche come collezionista di musica antica, conservando circa 600 volumi di importanti compositori come Johann Sebastian Bach, George Frideric Handel, Georg Philipp Telemann, e altri.
Morì il 30 marzo 1787 a Berlino e la sua salma fu tumulata nella cappella degli Hohenzollern del Duomo di Berlino.

## Ascendenza
|                                 |                                       |                                            | Genitori                         |  |  | Nonni |  |  | Bisnonni                          |  |  | Trisnonni                        |  |
|                                 |                                       |                                            |                                  |  |  |       |  |  | Federico Guglielmo di Brandeburgo |  |  | Giorgio Guglielmo di Brandeburgo |  |
|                                 |                                       |                                            |                                  |  |  |       |  |  | Federico Guglielmo di Brandeburgo |  |  | Giorgio Guglielmo di Brandeburgo |  |
|                                 |                                       | Elisabetta Carlotta del Palatinato-Simmern |                                  |  |  |       |  |  | Federico Guglielmo di Brandeburgo |  |  |                                  |  |
| Federico I di Prussia           |                                       |                                            |                                  |  |  |       |  |  | Federico Guglielmo di Brandeburgo |  |  |                                  |  |
|                                 |                                       | Luisa Enrichetta d'Orange                  | Federico Enrico d'Orange         |  |  |       |  |  |                                   |  |  |                                  |  |
|                                 |                                       | Luisa Enrichetta d'Orange                  | Federico Enrico d'Orange         |  |  |       |  |  |                                   |  |  |                                  |  |
|                                 |                                       | Luisa Enrichetta d'Orange                  | Amalia di Solms-Braunfels        |  |  |       |  |  |                                   |  |  |                                  |  |
| Federico Guglielmo I di Prussia |                                       | Luisa Enrichetta d'Orange                  |                                  |  |  |       |  |  |                                   |  |  |                                  |  |
|                                 |                                       | Ernesto Augusto di Brunswick-Lüneburg      | Giorgio di Brunswick-Lüneburg    |  |  |       |  |  |                                   |  |  |                                  |  |
|                                 |                                       | Ernesto Augusto di Brunswick-Lüneburg      | Giorgio di Brunswick-Lüneburg    |  |  |       |  |  |                                   |  |  |                                  |  |
|                                 |                                       | Ernesto Augusto di Brunswick-Lüneburg      | Anna Eleonora di Assia-Darmstadt |  |  |       |  |  |                                   |  |  |                                  |  |
| Sofia Carlotta di Hannover      |                                       | Ernesto Augusto di Brunswick-Lüneburg      |                                  |  |  |       |  |  |                                   |  |  |                                  |  |
|                                 |                                       | Sofia del Palatinato                       | Federico V del Palatinato        |  |  |       |  |  |                                   |  |  |                                  |  |
|                                 |                                       | Sofia del Palatinato                       | Federico V del Palatinato        |  |  |       |  |  |                                   |  |  |                                  |  |
|                                 |                                       | Sofia del Palatinato                       | Elisabetta Stuart                |  |  |       |  |  |                                   |  |  |                                  |  |
| Anna Amalia di Prussia          |                                       | Sofia del Palatinato                       |                                  |  |  |       |  |  |                                   |  |  |                                  |  |
|                                 | Ernesto Augusto di Brunswick-Lüneburg | Giorgio di Brunswick-Lüneburg              |                                  |  |  |       |  |  |                                   |  |  |                                  |  |
|                                 | Ernesto Augusto di Brunswick-Lüneburg | Giorgio di Brunswick-Lüneburg              |                                  |  |  |       |  |  |                                   |  |  |                                  |  |
|                                 | Ernesto Augusto di Brunswick-Lüneburg | Anna Eleonora di Assia-Darmstadt           |                                  |  |  |       |  |  |                                   |  |  |                                  |  |
| Giorgio I del Regno Unito       | Ernesto Augusto di Brunswick-Lüneburg |                                            |                                  |  |  |       |  |  |                                   |  |  |                                  |  |
|                                 |                                       | Sofia del Palatinato                       | Federico V del Palatinato        |  |  |       |  |  |                                   |  |  |                                  |  |
|                                 |                                       | Sofia del Palatinato                       | Federico V del Palatinato        |  |  |       |  |  |                                   |  |  |                                  |  |
|                                 |                                       | Sofia del Palatinato                       | Elisabetta Stuart                |  |  |       |  |  |                                   |  |  |                                  |  |
| Sofia Dorotea di Hannover       |                                       | Sofia del Palatinato                       |                                  |  |  |       |  |  |                                   |  |  |                                  |  |
|                                 |                                       | Giorgio Guglielmo di Brunswick-Lüneburg    | Giorgio di Brunswick-Lüneburg    |  |  |       |  |  |                                   |  |  |                                  |  |
|                                 |                                       | Giorgio Guglielmo di Brunswick-Lüneburg    | Giorgio di Brunswick-Lüneburg    |  |  |       |  |  |                                   |  |  |                                  |  |
|                                 |                                       | Giorgio Guglielmo di Brunswick-Lüneburg    | Anna Eleonora di Assia-Darmstadt |  |  |       |  |  |                                   |  |  |                                  |  |
| Sofia Dorotea di Celle          |                                       | Giorgio Guglielmo di Brunswick-Lüneburg    |                                  |  |  |       |  |  |                                   |  |  |                                  |  |
|                                 |                                       | Éléonore d'Esmier d'Olbreuse               | Alexandre II d'Esmier d'Olbreuse |  |  |       |  |  |                                   |  |  |                                  |  |
|                                 |                                       | Éléonore d'Esmier d'Olbreuse               | Alexandre II d'Esmier d'Olbreuse |  |  |       |  |  |                                   |  |  |                                  |  |
|                                 |                                       | Éléonore d'Esmier d'Olbreuse               | Jacquette Poussard de Vandré     |  |  |       |  |  |                                   |  |  |                                  |  |
|                                 |                                       | Éléonore d'Esmier d'Olbreuse               |                                  |  |  |       |  |  |                                   |  |  |                                  |  |